# Пробуждение (Самарская область)
Пробужде́ние — посёлок в Большеглушицком районе Самарской области. Входит в состав сельского поселения Большая Дергуновка.

## География
Посёлок находится недалеко от правого берега реки Большой Иргиз, на расстоянии примерно 5 км (по прямой) к северо-западу от села Большая Глушица, административного центра района.

### Часовой пояс
Посёлок Пробуждение, как и вся Самарская область, находится в часовой зоне МСК+1. Смещение применяемого времени относительно UTC составляет +4:00.

## Население
| 2010 |
| ---- |
| 13   |

### Национальный состав
Согласно результатам переписи 2002 года, в национальной структуре населения русские составляли 100 % из 20 чел.